# Ях'я Аш-Шегрі
Ях'я Сулейман Алі Аш-Шегрі  (араб. يحيى سليمان علي الشهري; нар. 26 червня 1990, Ед-Даммам) — саудівський футболіст, півзахисник клубу «Аль-Наср» (Ер-Ріяд).
Виступав, зокрема, за клуби «Аль-Іттіфак» та «Аль-Наср» (Ер-Ріяд), а також національну збірну Саудівської Аравії.

## Клубна кар'єра
Народився 26 червня 1990 року в місті Ед-Даммам. Вихованець футбольної школи клубу «Аль-Іттіфак». Дорослу футбольну кар'єру розпочав 2008 року в основній команді того ж клубу, в якій провів п'ять сезонів, взявши участь у 86 матчах чемпіонату.
Влітку 2013 року приєднався до складу «Аль-Насра» (Ер-Ріяд), з яким двічі ставав чемпіоном Саудівської Аравії. Більшість часу, проведеного у складі «Аль-Насра», був основним гравцем команди. У січні 2018 року в рамках угоди між Федерацією футболу Саудівської Аравії і іспанської Ла Лігою, за якою дев'ять футболістів, які претендують на поїздку на чемпіонат світу 2018 року, в січні відправляться на правах оренди в іспанські клуби, перейшов на правах оренди в іспанський «Леганес». Втім за іспанську команду Ях'я так жодного матчу і не зіграв.

## Виступи за збірну
14 жовтня 2009 року дебютував у складі збірної Саудівської Аравії в гостьовому товариському матчі з командою Тунісу, вийшовши в основному складі.
У складі збірної був учасником кубка Азії з футболу 2015 року в Австралії та чемпіонату світу 2018 року у Росії.

## Досягнення
- Чемпіон Саудівської Аравії (3):

«Ан-Наср»: 2013-14, 2014-15, 2018-19
- Володар Кубка наслідного принца Саудівської Аравії (1):

«Ан-Наср»: 2013-14
- Володар Суперкубка Саудівської Аравії (2):

«Ан-Наср»: 2019, 2020